# Gordon Smith (hockeista su ghiaccio)
Gordon Smith (Winchester, 14 febbraio 1908 – Boston, 22 ottobre 1999) è stato un hockeista su ghiaccio statunitense.

## Palmarès

### Olimpiadi invernali
- Argento a Lake Placid 1932 nell'hockey su ghiaccio.
- Bronzo a Garmisch-Partenkirchen 1936 nell'hockey su ghiaccio.